# Friends with Better Lives
Friends with Better Lives é uma sitcom estadunidense criada por Dana Klein e transmitido pela CBS a partir de 31 de março de 2014.
Em 10 de maio de 2014, a série foi cancelada ao final da primeira temporada.

## Enredo
A série segue a vida de seis amigos, todos eles estão em diferentes estágios de suas vidas e pensando que o outro tem de melhor. Will (James Van Der Beek) é um recém separado que deseja ter ex-mulher de volta; Jules (Brooklyn Decker) e Lowell (Rick Donald) que acabaram de ficar noivos; Kate (Zoe Lister-Jones) é uma mulher bem sucedida que não tem a menor sorte no amor; e Andi (Majandra Delfino) e Bobby (Kevin Connolly) são um casal feliz, mas que sentem falta da diversão de quando eram mais jovens.

## Elenco
- James Van Der Beek como Will Stokes
- Brooklyn Decker como Jules Talley
- Zoe Lister-Jones como Kate McLean
- Rick Donald como Lowell Peddit
- Majandra Delfino como Andi Lutz
- Kevin Connolly como Bobby Lutz

## Episódios
| Nº   | Título                  | Exibição original   |
| ---- | ----------------------- | ------------------- |
| 1x01 | "Pilot"                 | 31 de março de 2014 |
| 1x02 | "Window Pain"           | 14 de abril de 2014 |
| 1x03 | "Game Sext Patch"       | 21 de abril de 2014 |
| 1x04 | "Pros and Cons"         | 28 de abril de 2014 |
| 1x05 | "The Bicycle Thieves"   | 5 de maio de 2014   |
| 1x06 | "Yummy Mummy"           | 12 de maio de 2014  |
| 1x07 | "Cyrano de Trainer-Zac" | 19 de maio de 2014  |
| 1x08 | "Something New"         | 26 de maio de 2014  |